# Sofinance spa
Sofinance spa الشركة المالية للاستثمارات و المساهمة a été créée en 2001 à l’initiative du Conseil National des Participations de l’Etat (CNPE) avec comme principales missions l’accompagnement dans la modernisation de l’outil de production national et le développement de nouveaux produits financiers.
L’objectif principal assigné à Sofinance spa est de contribuer à la consolidation et à la relance de l’économie en instaurant une nouvelle démarche dans le financement des entreprises nationales et multinationales installées en Algérie.
Sofinance spa est la première société agréée par la Banque d'Algérie le 9 janvier 2001, comme établissement financiers à vocation générale (Société financière d'investissement, de participation et de placement).

## Types de financements aux entreprises
- Crédit d'investissement (court moyen et long terme )
- Le financement en crédit-bail (leasing)[5]
- Les engagements par signature (cautions de marché et de garanties)
- La participation au capital (capital risque et capital investissement)
- Conseil et assistance aux entreprises dans le domaine des finances

## Réseau d'agences et délégations[6]
En plus de détenir deux agences (Alger et Oran), Sofinance spa a été mandatée par le ministère des Finances pour la gestion des fonds d’investissement de nombreuses wilayas à savoir : Béjaïa, Blida, Batna, Laghouat, Mila, Oum El Bouaghi, Aïn Defla, Tébessa et Tiaret.

## Adresse[8]
Sofinance spa est propriétaire d'un immeuble moderne de 10 étages situé à l'adresse suivante: 34 Rue Mohamed Belkacemi, El Madania Alger Algérie.

## Chiffres et résultats
Sofinance spa est un des leaders du secteur financier algérien, dotée d'un capital sociale de 10 milliards DZD (75 millions d'euros).En 2019, le total des engagements a atteint 16 milliards DZD réalisant ainsi un PNB[Quoi ?] de 1,37 milliard DZD, Résultat d'exploitation de 1,3 milliard DZD ( 8.2 millions d'euros ).

## Partenariats
En juillet 2022, Sofinance spa et la Caisse de Garantie des Crédits d’Investissements (CGCI) ont signé d’une convention, au niveau du siège de SOFINANCE Spa à Alger. Ce partenariat portant sur la garantie des risques TPE/PE par délégation de décision.
Sofinance spa est membre de l'ABEF (Association professionnelle des banques et établissements financiers).